# Matthijs Ridderhof
Matthijs Adolf ("George") Ridderhof (Amsterdam, 5 april 1895 - Weesperkarspel, 1 maart 1947) was een Nederlandse collaborateur tijdens de Tweede Wereldoorlog. Hij was een van de belangrijkste V-mannen van de Sicherheitsdienst en speelde een cruciale rol tijdens het Englandspiel en het oprollen van de studentenverzetsgroep CS-6.

## Levensloop
Ridderhof was koopman van beroep. Op het moment dat de Tweede Wereldoorlog uitbrak had hij al een avontuurlijk leven achter zich. Hij was vier keer getrouwd. In de zomer van 1941 werd hij gearresteerd voor zwarthandel en opgesloten in het huis van bewaring aan de Weteringschans. Een celgenoot vertelde dat het mogelijk was via Walcheren met een zeeboot naar Engeland te ontsnappen. Ridderhof wilde een wit voetje halen en vertelde dit door aan de Duitsers.

### Englandspiel
Hermann Giskes, hoofd van de Abwehr in Nederland, kreeg Ridderhof zover om voor de bezetter te gaan werken als V-mann. Hij kreeg de opdracht het verhaal over de Zeeuwse ontsnappingsroute verder uit te zoeken. Het verhaal zelf bleek nergens op gebaseerd, maar in Zeeland wist Ridderhof wel het vertrouwen te winnen van een aantal verzetslieden die waren aangesloten bij de Ordedienst. Zij gaven weer de namen door van een aantal OD'ers uit Rotterdam. Via hen kwam Ridderhof in contact met kapitein Christiaan van den Berg uit Den Haag. Van den Berg stond weer in contact met Thijs Taconis en Huub Lauwers, twee van de eerste geheime agenten die vanuit Engeland naar Nederland waren gestuurd. Lauwers had met hulp van Van den Berg een zendadres gevonden bij een legerkameraad, reserveluitenant Walter Teller in Den Haag. Ridderhof werd door Van den Berg volkomen ingewijd waardoor Giskes in november 1941 te horen kreeg dat er twee geheim agenten in Nederland actief waren, een sabotage-organisator (Taconis) en een marconist (Lauwers).
Giskes was aanvankelijk sceptisch, maar kreeg langzamerhand door dat Ridderhof iets serieus op het spoor was. Ridderhof regelde zelfs met behulp van de Duitsers een vrachtwagen die gebruikt werd bij een wapendropping bij het Drentse Hooghalen. Lauwers werd op 6 maart 1942 aangehouden op zijn zendadres in Den Haag. De zender viel daarbij in Duitse handen. Drie dagen later werd Taconis met behulp van Johnny de Droog in Arnhem aangehouden. Lauwers werd onder druk gezet om het contact met de SOE voor te zetten. Op die manier zouden zijn leven en dat van Taconis gespaard blijven. Na een lange periode van twijfel zegde Lauwers toe. In zijn telegrammen naar Londen zaten "security checks" verwerkt: als niet na elke 16e letter een fout werd ingevoegd, zou duidelijk zijn dat er iets was misgegaan. Lauwers liet deze fouten achterwege. Dit werd door MI6 aan de SOE doorgegeven, maar die deed er niets mee. In plaats daarvan kondigde zij de dropping van een geheim agent aan, te weten Arnoldus Albert Baatsen. Deze werd direct na te zijn gedropt bij Steenwijk aangehouden. Dit was het begin van het Englandspiel, waarbij in totaal 59 agenten in Duitse handen vielen. Vierenvijftig van hen overleefden de oorlog niet. Ridderhof maakte deel uit van het ontvangstcomité voor Baatsen, maar was erg nerveus en had daarom een paar borrels genomen. Dat was voor zijn Duitse superieuren reden om hem bij toekomstige droppings niet meer mee te vragen.

### CS-6
Vanaf februari 1943 vond er een hele reeks aanslagen plaats op Nederlanders die met de Duitse bezetter samenwerkten. De Amsterdamse studentengroep CS-6 zat achter de meeste van deze aanslagen. Het eerste slachtoffer was luitenant-generaal Hendrik Seyffardt, nieuw benoemd gemachtigde voor het Vrijwilligerslegioen Nederland. Twee dagen later volgde een aanslag op secretaris-generaal en NSB-lid Hermannus Reydon, waarbij diens vrouw stierf, terwijl Reydon zelf een half jaar erna overleed. In de maanden daarna werden meerdere slachtoffers gemaakt. De Duitse bezetter deed er alles aan om de groep die achter aanslagen zat op te rollen. Naast de directe schade veroorzaakten de moorden veel onrust onder het NSB-kader, wat mogelijk gevolgen kon hebben voor de bereidwilligheid om met de Duitsers samen te werken. Ridderhof slaagde er in te infiltreren in de groep, waardoor mensen werden opgepakt en er een einde kwam aan de CS-6.

### Makkum
Na de gebeurtenissen rond CS-6 werd Ridderhof door Giskes onder andere ingezet om de dubbelspion Christiaan Lindemans in de gaten te houden. Aan het einde van de oorlog dook Ridderhof op in het Friese dorp Makkum. De Duitsers wilden de weg via de Afsluitdijk naar Noord-Holland vrijhouden als vluchtroute wanneer de oprukkende geallieerden in de buurt kwamen. Zij vreesden dat een goed bewapende verzetsgroep die route kon blokkeren. In Makkum werkte Ridderhof samen met de machinist Jan Harm Brouwer. Het duo kwam genoeg namen te weten om een razzia onder leiding van de SD-ers Robert Lehnhoff en Max Strobel te "rechtvaardigen". Op 7 april 1945 werden een aantal verzetsmensen aangehouden. Zes van hen werden ter plekke geëxecuteerd: Sjoerd Adema, Hobbes Dijkstra, Fetse Elgersma, Hermanus Falkema, Jacobus Keller en Hendrik Lemson.

## Veroordeling
Na de bevrijding werd Ridderhof in Amsterdam aangehouden door rechercheur C. van Wijk uit Sneek en de Makkumer verzetsman Jan Keman. Ze schoten hem in de buik. Ridderhof verscheen voor het Bijzonder Gerechtshof, waarna hij de doodstraf kreeg vanwege het verraad van zestig geheim agenten, van wie vierenvijftig het leven verloren. Het recht om in cassatie te gaan werd hem ontzegd. Op 1 maart 1947 stierf Ridderhof voor het vuurpeloton.